# تشبرقويمة
تشبرقويمة (بالفارسية: چپرقویمه) هي قرية تقع في غلستان في إيران. يقدر عدد سكانها بـ 711 نسمة بحسب إحصاء 2016.